# Argomento del terzo uomo

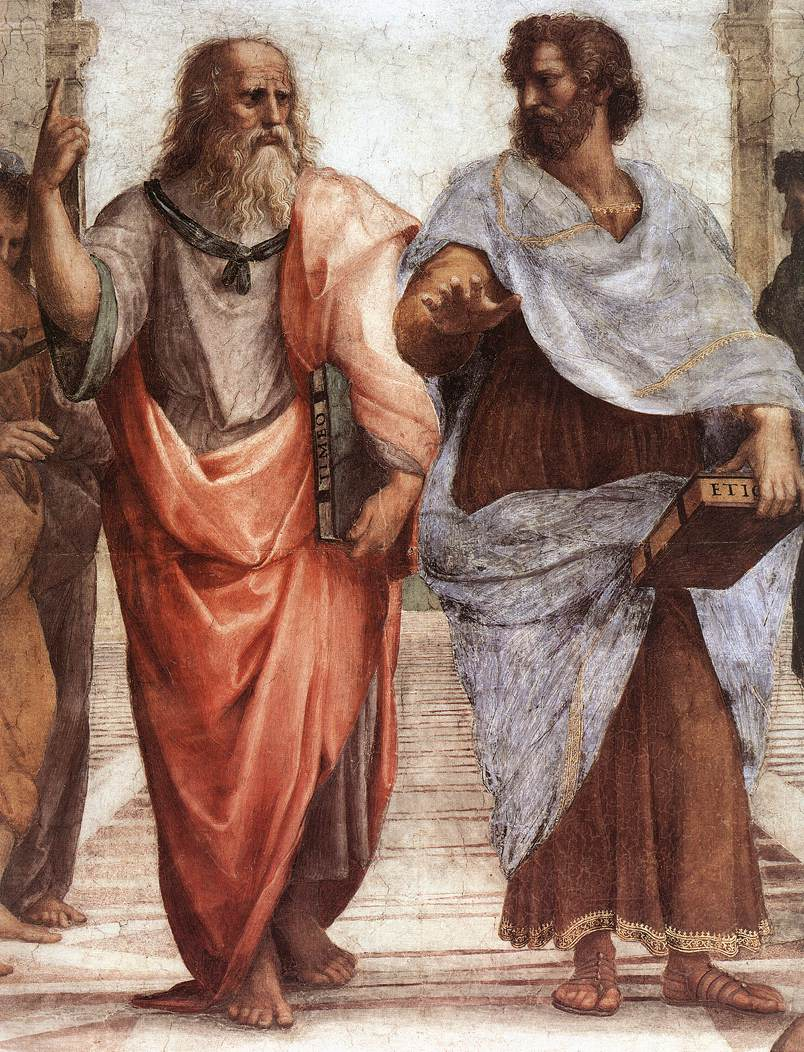
Platone (a sinistra) e Aristotele (a destra), raffigurati ne La scuola di Atene di Raffaello. Il primo formulò un argomento affine a quello del terzo uomo, il secondo lo usò contro il maestro

L'argomento del terzo uomo (τρίτος ἄνϑρωπος) è un ragionamento critico fondato sul principio del regressus in infinitum, formulato da Aristotele e rivolto a contestare un particolare aspetto della dottrina platonica delle idee, mettendo in discussione la trascendenza di queste ultime rispetto agli enti sensibili.

## L'argomento
Proposto per la prima volta dallo stesso Platone nel Parmenide, l'argomento fu poi ripreso da Aristotele per opporsi alla teoria del maestro e contestarne la concezione trascendente delle idee.
L'esempio portato da Aristotele nel suo rilievo critico è quello di un uomo, da cui il nome dell'argomento. Egli obiettò che, secondo la teoria platonica, tutti gli uomini del mondo sensibile sono tali perché partecipano dell'Idea di Uomo, perfetta in sé, ma separata rispetto a quei singoli uomini. Nonostante una tale separazione, tuttavia, vi deve pur essere un legame, o elemento in comune, in base al quale quegli uomini particolari siano effettivamente partecipi del loro Ideale corrispondente, altrimenti non vi parteciperebbero affatto. Proprio l'idea del «terzo uomo» rappresenta dunque tutto ciò che vi è in comune tra gli uomini sensibili e l'Uomo ideale. Ma a questo punto, anche il terzo uomo si troverebbe separato dall'Idea, e vi sarebbe bisogno di un ulteriore elemento che ne rappresenti gli aspetti in comune, poi un altro ancora, e così via all'infinito. Si parla pertanto in questo caso di "regresso all'infinito".
Aristotele conclude che una tale moltiplicazione degli enti rivela l'inefficacia della teoria che postuli una separazione tra gli individui corporei e le loro Idee corrispondenti. Ogni realtà deve piuttosto avere in se stessa, e non in cielo, le ragioni del proprio costituirsi (immanenza). Nel caso dell'esempio, «uomo» è un predicato comune a più enti, a cui viene erroneamente conferita un'esistenza autonoma da ciò di cui si predica, come se il predicato fosse esso stesso un uomo.

## Il contesto filosofico
Platone tuttavia era già consapevole di una tale obiezione, mostrando di conoscerla non solo nel Parmenide, ma anche in Repubblica e nel Timeo. Essa quindi non inficerebbe la dottrina delle idee quale egli la professava, ma solo l'erronea tendenza a separare le idee dagli enti sensibili, concependole come fossero degli enti sensibili anch'esse. Platone avrebbe utilizzato per primo l'argomento presente nell'aristotelico «terzo uomo» per evitare che la sua dottrina venisse fraintesa. Il rapporto tra idee e mondo fenomenico è stato d'altronde da lui illustrato secondo ottiche diverse, non solo come metessi (partecipazione) e mimesi (imitazione), ma anche come diairesi (principio della divisione), e processione dall'Uno e la Diade.
Aristotele avrebbe però utilizzato l'argomento del «terzo uomo» proprio per contestare alla radice la dottrina delle idee, da lui interpretate, a differenza del suo maestro Platone, in senso statico e come semplice duplicazione del piano fisico.
Alcune questioni sollevate da Aristotele contro la trascendenza platonica delle idee saranno comunque fatte proprie dai successivi filosofi neoplatonici, i quali, pur criticandole, le integrarono con una visione anche immanente dell'intellegibile, che ad esempio in Plotino viene veicolato dall'ipostasi dell'Anima negli organismi viventi, diventando la loro ragione formante e operante dall'interno.